# EasyLinux
EasyLinux war eine vierteljährlich erscheinende Computerzeitschrift, die sich zum Ziel setzte, den Einstieg in Linux bzw. den Umstieg von Windows zu erläutern. Sie gehörte zur Familie der Linux-Zeitschriften der Computec Media Group und wurde 2003 von Hans-Georg Eßer gegründet, der auch bis zuletzt ihr Chefredakteur war. Die Zeitschrift erschien von Juni 2003 bis Oktober 2018.

## Geschichte
Im März und April 2003 wurden vorab zwei sogenannte „Starter Kits“ mit CDs oder DVDs von den zwei damals größten Distributionen SuSE und Red Hat Linux veröffentlicht. Im Juni 2003 erschien dann erstmals das EasyLinux-Magazin selbst, das auf die Starter Kits Bezug nahm. Sowohl Installationsanleitungen für die Starter Kits als auch Anleitungen für den Gebrauch von Linux für Anfänger waren in dem Magazin zu finden. Kurz darauf wurde auch Mandrake als Starter Kit mit aufgenommen.
Im Juni 2005 fand eine Umorientierung statt: Mit jedem Heft wurden CDs mit Open-Source-Programmen und DVDs mit Sicherheitsupdates für die jeweilig berücksichtigte Distribution herausgegeben. Gleichzeitig wurde Fedora Core als Distribution ersatzlos gestrichen und mehr Bezug auf debianbasierte Anwendungen wie Knoppix und Ubuntu genommen. Mit dem Heft 2/2006 wurde sowohl das Layout als auch die inhaltliche Ausrichtung überarbeitet. Am 13. Juli fand erneut eine Umorientierung statt: Neben einem wiederum neuen Layout, wurde die Ausgabenzahl auf vier Hefte im Jahr begrenzt. Das wurde mit Anzeigen- und Umsatzrückgang begründet.
Mit dem Erscheinen von Ausgabe 8 – 10/2018 wurde die Zeitschrift eingestellt. Die Themen werden in der Schwesterzeitschrift LinuxUser weitergeführt. Dort gibt es ab Ausgabe 11/2018 eine „EasyLinux“-Rubrik.

## Artikelarchiv
Artikel, die älter als ein Jahr waren, sind über die EasyLinux-Webseite in der Regel kostenlos erhältlich; bei jüngeren Ausgaben trifft das nur auf eine Auswahl von Texten zu. Seit Mitte 2009 erschien zeitgleich mit dem Heft eine Community-Edition der Zeitschrift, die im PDF-Format 32 Seiten aus dem aktuellen Heft mit demselben Layout wie in der gedruckten Version anbietet. Das Archiv neuerer Artikel (ab 2009) liegt (gemeinsam mit dem LinuxUser-Archiv) auf dem Portal Linux-Community.